# Nassau County (New York)
Nassau County ist ein County im Bundesstaat New York der Vereinigten Staaten. Es zählt zu den Vorort-Regionen von New York City und hatte bei der Volkszählung im Jahr 2020 1.395.774 Einwohner und eine Bevölkerungsdichte von 1.881,1 Einwohnern pro Quadratkilometer. Der Verwaltungssitz (County Seat) ist Mineola. Nassau County liegt auf der Insel Long Island und wurde 1898 aus dem östlichen Teil von Queens County gebildet, weil die Bewohner gegen die Eingemeindung nach New York City stimmten. Nassau County besteht aus 3 Towns und 2 Cities.

## Geschichte

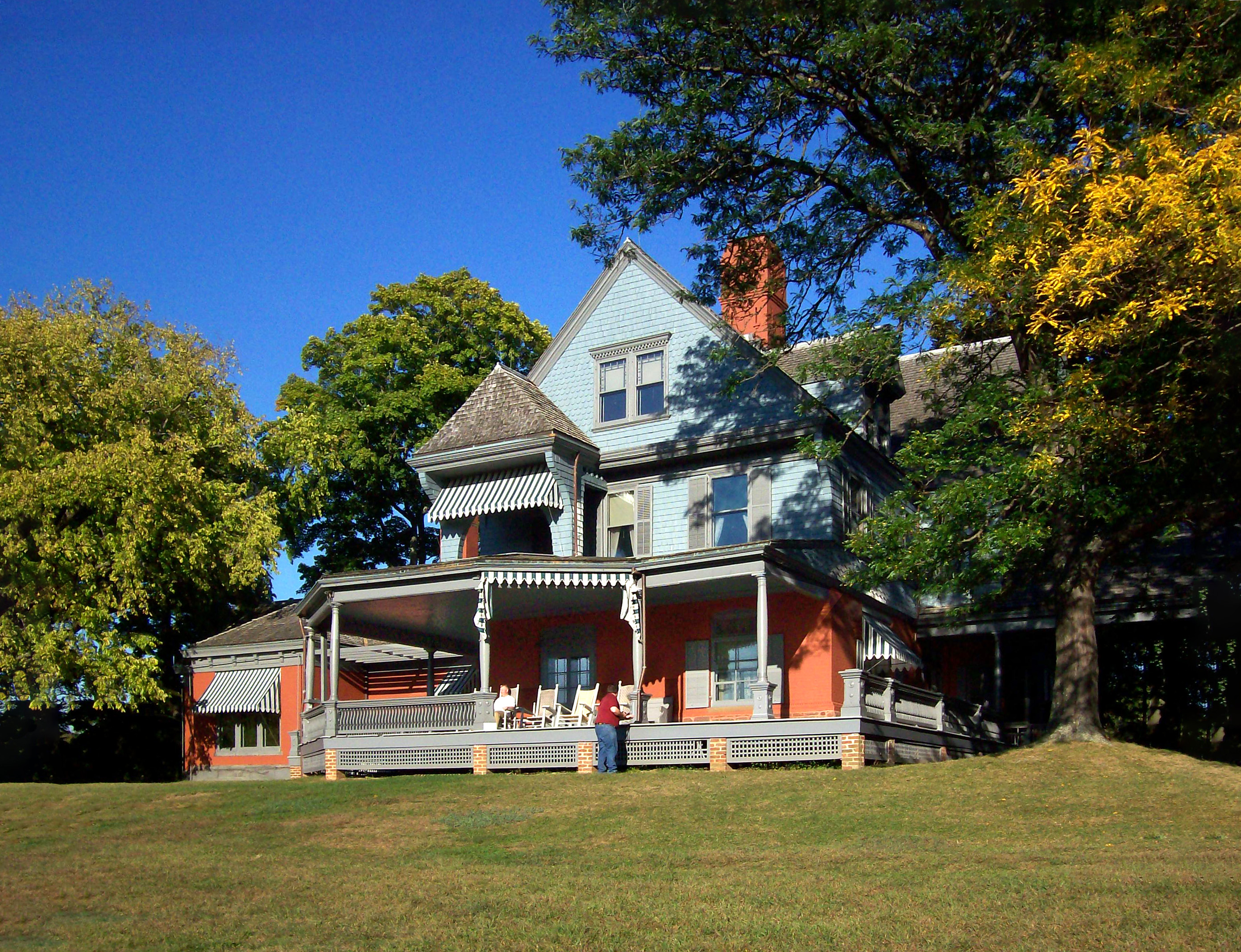
Sagamore Hill National Historic Site (2007)

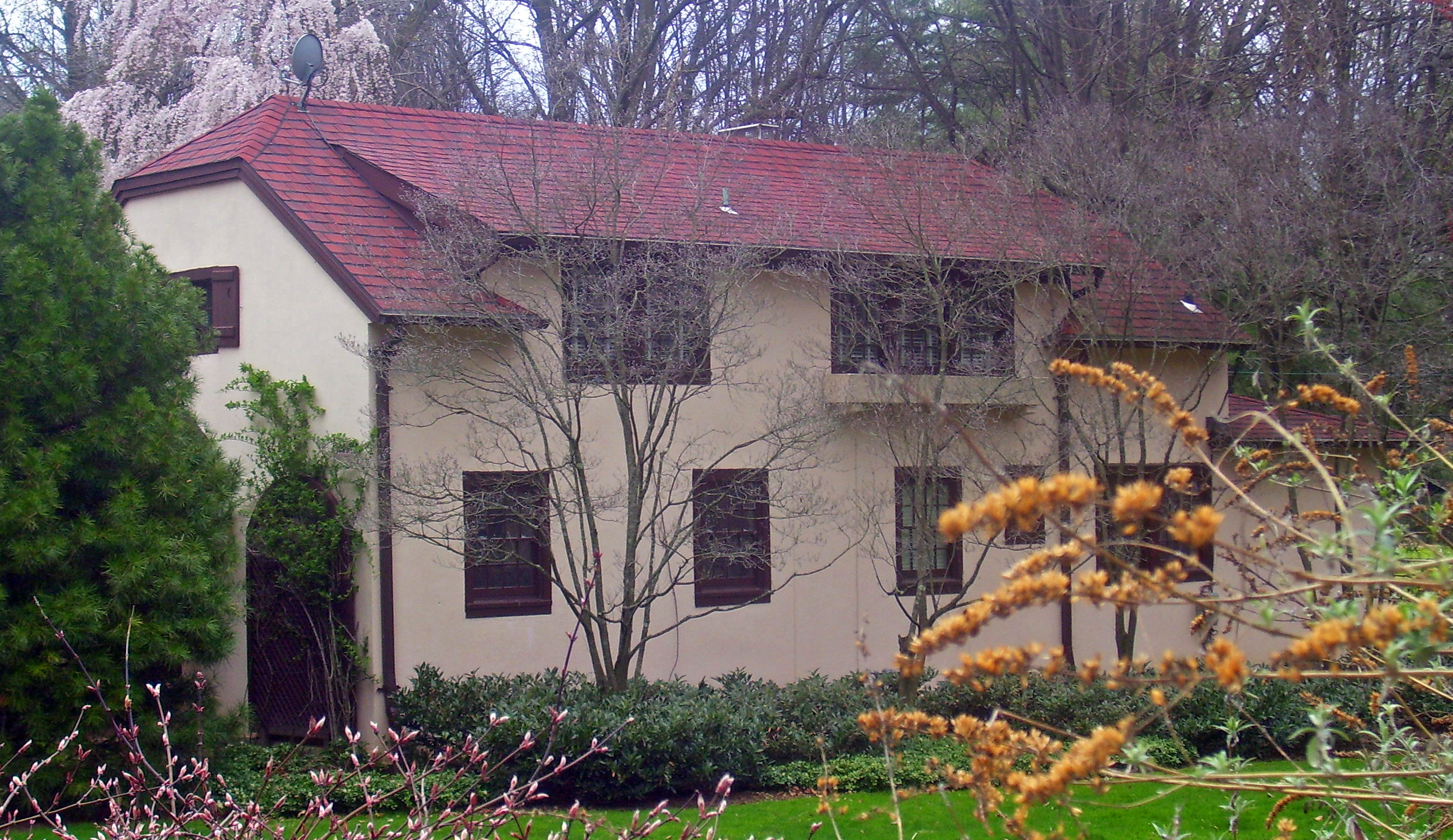
John Philip Sousa House (2008)

Benannt wurde es nach Wilhelm III. von Oranien-Nassau, König von England.
Im County liegt eine National Historic Site, die Sagamore Hill National Historic Site. Drei Orte haben den Status einer National Historic Landmark, die Sloop Christeen, die Fort Massapeag Archeological Site und das John Philip Sousa House. 139 Bauwerke und Stätten des Countys sind insgesamt im National Register of Historic Places eingetragen (Stand 17. Februar 2018).

## Geographie
Das County hat eine Fläche von 1.173 Quadratkilometern, wovon 431 Quadratkilometer Wasserfläche sind. Es grenzt im Westen an den New Yorker Stadtteil Queens und im Osten an  Suffolk County. Gemeinsam mit dem Suffolk County wird es von den Einwohnern nicht ganz korrekt als Long Island bezeichnet – in Unterscheidung zu den zwar ebenfalls auf der Insel beheimateten, aber zu New York City gehörenden Stadtteilen Queens und Brooklyn. Das County ist dicht besiedelt und fast durchgehend bebaut. Es gehört zu den einkommenstärksten und sichersten Countys in den Vereinigten Staaten.

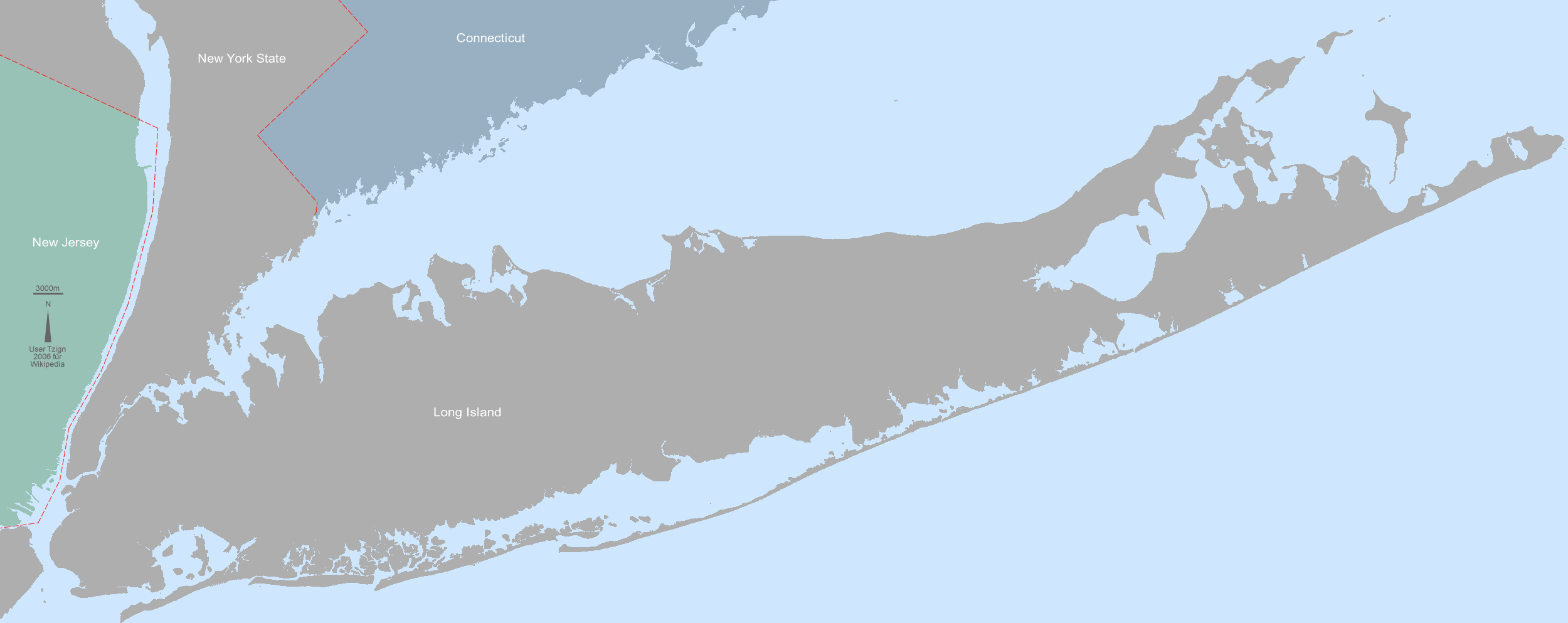
Long Island (Bundesstaaten farbig)
Nassau County (rot) und Suffolk County (blau und hellblau) sowie Brooklyn und Queens (N.Y. City, orange) im Westen

## Ortschaften
Nassau County besteht aus zwei Städten, die als cities bezeichnet werden, Glen Cove und Long Beach, sowie aus drei Gebietseinheiten, die man towns nennt:
- Hempstead
- North Hempstead
- Oyster Bay

In den Towns gibt es zahlreiche Ortschaften, die entweder villages („Dörfer“) oder hamlets („Weiler“) heißen:
| - Albertson - Atlantic Beach - Baldwin - Baldwin Harbor - Barnum Island - Baxter Estates - Bay Park - Bayville - Bellerose - Bellerose Terrace - Bellmore - Bethpage - Brookville - Carle Place - Cedarhurst - Centre Island - Coburg - Cove Neck - East Atlantic Beach - East Garden City - East Hills - East Massapequa - East Meadow - East Norwich - East Rockaway - East Williston - Elmont - Farmingdale | - Floral Park - Flower Hill - Franklin Square (New York) - Freeport - Garden City - Garden City Park - Garden City South - Glen Head - Glenwood Landing - Great Neck - Great Neck Estates - Great Neck Gardens - Great Neck Plaza - Greenvale - Harbor Hills - Harbor Isle - Hempstead - Herricks - Hewlett - Hewlett Bay Park - Hewlett Harbor - Hewlett Neck - Hicksville - Inwood - Island Park - Jericho - Kensington - Kings Point | - Lake Success - Lakeview - Lattingtown - Laurel Hollow - Lawrence - Levittown - Lido Beach - Locust Valley - Lynbrook - Malverne - Malverne Park Oaks - Manhasset - Manhasset Hills - Manorhaven - Massapequa - Massapequa Park - Matinecock - Merrick - Mill Neck - Mineola - Munsey Park - Muttontown - New Cassel - New Hyde Park - North Bellmore - North Hills - North Lynbrook - North Massapequa | - North Merrick - North New Hyde Park - North Merrick - North New Hyde Park - North Valley Stream - North Wantagh - Oceanside - Old Bethpage - Old Brookville - Old Westbury - Oyster Bay - Oyster Bay Cove - Plainedge - Plainview - Plandome - Plandome Heights - Plandome Manor - Point Lookout - Port Washington - Port Washington North - Rockville Centre - Roosevelt - Roslyn - Roslyn Estates - Roslyn Harbor - Roslyn Heights | - Russell Gardens - Saddle Rock - Saddle Rock Estates - Salisbury - Sands Point - Sea Cliff - Seaford - Searingtown - South Farmingdale - South Floral Park - South Hempstead - South Valley Stream - Stewart Manor - Syosset - Thomaston - Uniondale - University Gardens - Upper Brookville - Valley Stream - Wantagh - West Hempstead - Westbury - Williston Park - Woodbury - Woodmere - Woodsburgh |